# 208

## Esdeveniments
- Bretanya: Septimi Sever arriba a l'illa a fer-se càrrec de la seva consolidació.
- Pàrtia: Vologès VI succeeix el seu pare Vologès V.

## Naixements
- 19 de setembre - Roma: Diadumenià, emperador adjunt amb el seu pare Macrí. (m. 218)
- 1 d'octubre - Arca Caesarea (Judea): Alexandre Sever, emperador romà. (m. 235)

## Necrològiques
- 1 de maig - Vivarès (Gàl·lia): Sant Aniol, evangelitzador, màrtir.
- Pàrtia: Vologès V, rei.